# Kurupi
Kurupi (лат., возможное русское название — курупи) — род тероподных динозавров из семейства абелизаврид (Abelisauridae). Включает единственный вид, Kurupi itaata, который был описан по ископаемым остаткам из отложений формации Марилья в Бразилии, относящихся к верхнему мелу (верхний маастрихт; 70,6—66 млн лет).

## Этимология
Родовое название дано в честь Курупи, бога плодородия и секса из мифологии гуарани. По словам авторов, выбор названия обусловлен тем, что окаменелости были найдены близ «Мотель Параисо» («Motel Paraíso») — места, предназначенного для интимных встреч. Видовое название происходит из языка тупи и состоит из двух корней: ita, что означает «твёрдый», и atã, что означает «скала», отсылая к твёрдым породам Монти-Алту, где были найдены остатки.

## Описание
Голотип MPMA 27-0001/02 состоит из трёх хвостовых позвонков и неполного тазового пояса. По оценке авторов описания, длина динозавра составляла 5 метров. Это был крупный, адаптированный к бегу хищник с жёстким хвостом.

## Классификация
Авторы описания относят Kurupi к Abelisauridae, но его точное родство не определено, поскольку филогенетический анализ выявляет лишь обширную политомию абелизаврид, более прогрессивных, чем Spectrovenator.